# Xinjiangtitan
Genre
Espèce
Xinjiangtitan est un genre de dinosaures sauropodes du Jurassique retrouvé dans la formation géologique de Qigu (en) du xian de Piqan, Xinjiang (Chine). Il aurait mesuré de 30 à 32 m de longueur, ce qui en fait l'un des plus grands sauropodes connus.
L'espèce-type, Xinjiangtitan shanshanesis, a été décrite par Wu Wenhao, Zhou Changfu, Oliver Wings, Toru Sekiha et Dong Zhiming en 2013. Le nom générique est dérivé de Xinjiang, où les fossiles ont été retrouvés, et de Titan, une sorte de géant de la mythologie grecque. Le nom spécifique, shanshanesis, parfois mal orthographié shanshanensis ou shashaensis, est tiré d'un nom alternatif du xian où l'holotype (SSV12001) a été trouvé. Ce dernier est constitué des deux premières vertèbres caudales, des deux dernières vertèbres cervicales et de toutes les vertèbres dorsales (12) et sacrées (5), ainsi que plusieurs côtes, une jambe gauche partielle (fémur, tibia, fibule et un métatarse), le pubis gauche et droit et un ischium droit. Le cou, dont les dix-huit vertèbres ont été retrouvées, mesure près de 15 m, ce qui en faisait le plus long de tout le règne animal au moment de sa découverte.
Le genre constituerait un groupe frère de Mamenchisaurus.